# أنطونيو أليخاندرو فرانكو
أنطونيو أليخاندرو فرانكو (بالإسبانية: Antonio Alejandro Franco)‏ (10 يوليو 1991 بأسونسيون في باراغواي - ) هو مدرب كرة قدم ولاعب كرة قدم باراغواياني في مركز حراسة المرمى. لعب مع Club Deportivo Capiatá ‏.

## وصلات خارجية
- أنطونيو أليخاندرو فرانكو على موقع قاعدة بيانات كرة القدم.إي يو (الإنجليزية)
- أنطونيو أليخاندرو فرانكو على موقع Soccerway.com (الإنجليزية)
- أنطونيو أليخاندرو فرانكو على موقع عالم كرة القدم.نت (الإنجليزية)